# NGC 6901
NGC 6901 é uma galáxia espiral barrada (SBab) localizada na direcção da constelação de Aquila. Possui uma declinação de +06° 25' 47" e uma ascensão recta de 20 horas, 22 minutos e 21,6 segundos.
A galáxia NGC 6901 foi descoberta em 15 de Agosto de 1863 por Albert Marth.